# Бустаманте, Хосе (1907)
Хосе́ Бустама́нте (исп. José Bustamante, 1907, Ла-Пас, Боливия — дата смерти неизвестна) — боливийский футболист,  нападающий, участник ЧЮА 1926, ЧЮА 1927 и чемпионата мира 1930 года.

## Карьера

### Клубная
Хосе Бустаманте выступал за клуб «Литораль» (Ла-Пас).

### В сборной
В составе сборной Бустаманте становился участником двух кубков Америки и чемпионата мира 1930 года. Его дебют состоялся в октябре 1926 года на чемпионате Южной Америки, проходившем в Чили. Сборная уступила во всех четырёх матчах, имея в активе всего 2 забитых гола (Бустаманте не удалось отличиться ни разу). Через год сборная Боливии вновь участвовала в турнире. В матче с хозяевами чемпионата перуанцами Бустаманте забил 2 быстрых гола. Однако боливийцы не сумели удержать победу, а турнир снова завершили без набранных очков.
На чемпионате мира 1930 года Бустаманте вновь был в составе команды. Он выходил на поле в играх против Югославии и Бразилии, проигранных с одинаковым счётом 0:4. Таким образом, в 9 матчах, проведённых за сборную, Хосе Бустаманте ни разу не праздновал победу над соперником и не добивался даже ничьей.
| Матчи и голы Хосе Бустаманте за сборную Боливии | Матчи и голы Хосе Бустаманте за сборную Боливии | Матчи и голы Хосе Бустаманте за сборную Боливии | Матчи и голы Хосе Бустаманте за сборную Боливии | Матчи и голы Хосе Бустаманте за сборную Боливии | Матчи и голы Хосе Бустаманте за сборную Боливии | Матчи и голы Хосе Бустаманте за сборную Боливии |
| ----------------------------------------------- | ----------------------------------------------- | ----------------------------------------------- | ----------------------------------------------- | ----------------------------------------------- | ----------------------------------------------- | ----------------------------------------------- |
| №                                               | Дата                                            | Место проведения                                | Соперник                                        | Счёт                                            | Голы                                            | Турнир                                          |
| 1                                               | 12 октября 1926                                 | Сантьяго, Чили                                  | Чили                                            | 1:7                                             | -                                               | Чемпионат Южной Америки по футболу 1926         |
| 2                                               | 16 октября 1926                                 | Сантьяго, Чили                                  | Аргентина                                       | 0:5                                             | -                                               | Чемпионат Южной Америки по футболу 1926         |
| 3                                               | 23 октября 1926                                 | Сантьяго, Чили                                  | Парагвай                                        | 1:6                                             | -                                               | Чемпионат Южной Америки по футболу 1926         |
| 4                                               | 28 октября 1926                                 | Сантьяго, Чили                                  | Уругвай                                         | 0:6                                             | -                                               | Чемпионат Южной Америки по футболу 1926         |
| 5                                               | 30 октября 1927                                 | Лима, Перу                                      | Аргентина                                       | 1:7                                             | -                                               | Чемпионат Южной Америки по футболу 1927         |
| 6                                               | 6 ноября 1927                                   | Лима, Перу                                      | Уругвай                                         | 0:9                                             | -                                               | Чемпионат Южной Америки по футболу 1927         |
| 7                                               | 13 ноября 1927                                  | Лима, Перу                                      | Перу                                            | 2:3                                             | 2                                               | Чемпионат Южной Америки по футболу 1927         |
| 8                                               | 17 июля 1930                                    | Монтевидео, Уругвай                             | Югославия                                       | 0:4                                             | -                                               | Чемпионат мира 1930                             |
| 9                                               | 20 июля 1930                                    | Монтевидео, Уругвай                             | Бразилия                                        | 0:4                                             | -                                               | Чемпионат мира 1930                             |

Итого: 9 матчей / 2 гола; 0 побед, 0 ничьих, 9 поражений.